# Камен (Немачка)
Камен (њем. Kamen) град је у њемачкој савезној држави Северна Рајна-Вестфалија. Једно је од 10 општинских средишта округа Уна. Према процјени из 2010. у граду је живјело 45.103 становника. Посједује регионалну шифру (AGS) 5978020, NUTS (DEA5C) и LOCODE (DE KMN) код.

## Географски и демографски подаци
Камен се налази у савезној држави Северна Рајна-Вестфалија у округу Уна. Град се налази на надморској висини од 67 метара. Површина општине износи 40,9 km². У самом граду је, према процјени из 2010. године, живјело 45.103 становника. Просјечна густина становништва износи 1.102 становника/km².

## Међународна сарадња
| Мјесто   | Држава    | Врста сарадње | Од    |
| -------- | --------- | ------------- | ----- |
| Суленћин | Пољска    | партнерство   | 2002. |
|          | Турска    | партнерство   | 1999. |
|          | Шведска   | партнерство   | 1978. |
| Еилат    | Израел    | партнерство   | 1980. |
|          | Француска | партнерство   | 1968. |
| Извор    |           |               |       |